# Abraham van Beijeren

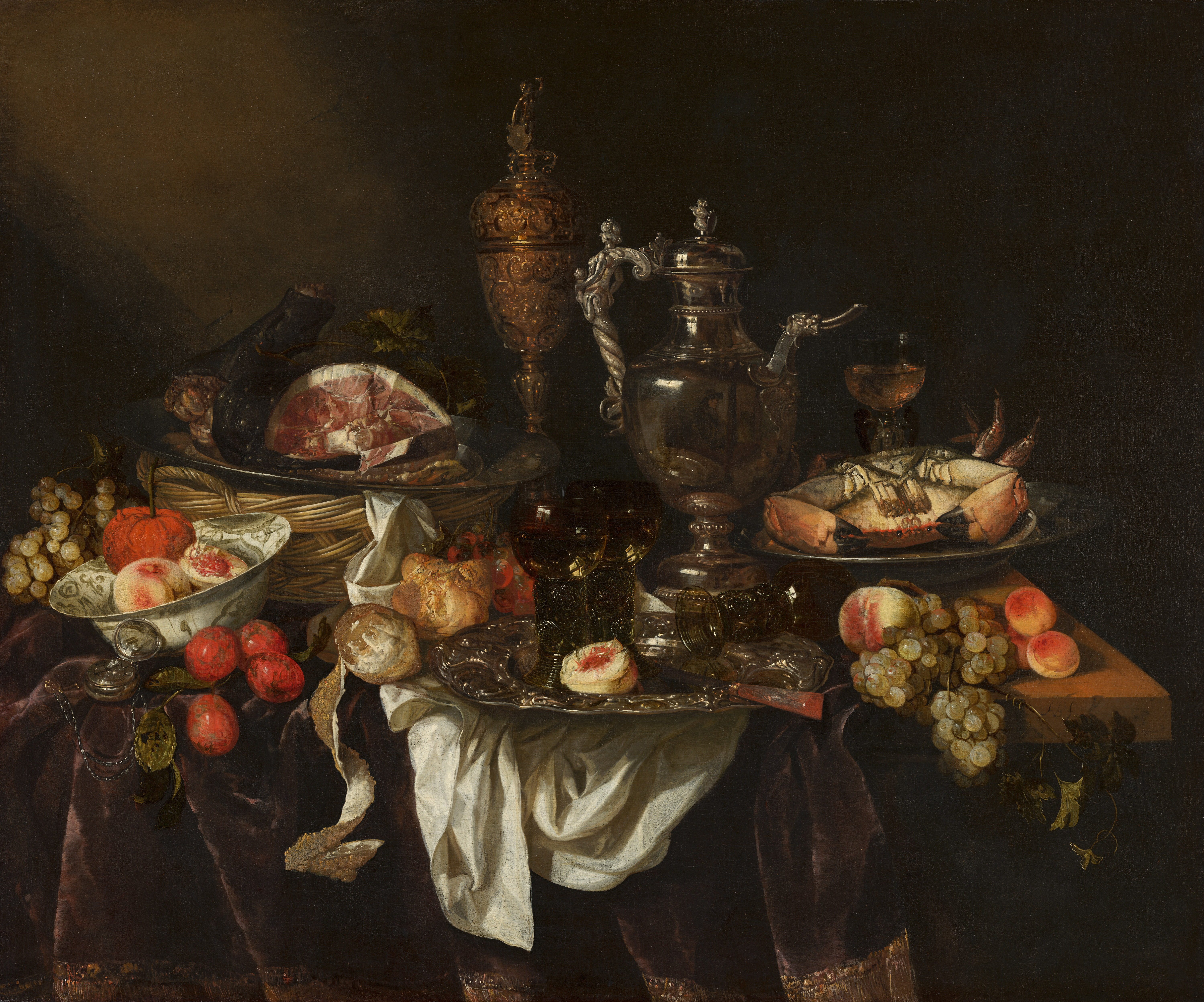
Natureza-morta ostentosa com autorretrato do artista em um jarro de prata, Mauritshuis

Abraham Hendriksz van Beijeren ou Abraham van Beyeren (c. 1620, Haia - março de 1690, Overschie (Roterdã)) foi um pintor barroco holandês de naturezas-mortas. Pouco reconhecido em sua época e inicialmente ativo como pintor marinho, ele é hoje considerado um dos mais importantes pintores de naturezas-mortas, e naturezas-mortas de peixes e as chamadas pronkstillevens, ou seja, naturezas-mortas suntuosas de objetos luxuosos.
Abraham van Beijeren treinou com Tyman Arentsz. Cracht. Ele viveu em Leiden de 1638 a 1639, onde, em 1639, casou-se com Emmerentia Stercke. Voltou para Haia em 1640, onde se tornou mestre da Guilda de São Lucas local.
Após a morte de sua primeira esposa, ele se casou com Anna van den Queborn em 1647. Sua segunda esposa era pintora e filha do pintor Crispijn van den Queborn. A tia de Anna era casada com Pieter de Putter, um pintor de naturezas-mortas de peixes. 
Embora na década de 1640 a maioria de suas pinturas fosse de paisagens marinhas, van Beijeren começou a se desenvolver como um habilidoso pintor de naturezas mortas de peixes. Em suas primeiras pinturas marinhas, ele mostra a influência de Jan van Goyen.
Nas décadas de 1650 e 1660, ele começou a se concentrar em pronkstillevens, ou seja, naturezas-mortas com prataria fina, porcelana chinesa, vidro e seleções de frutas. A mudança para a pintura de pronkstillevens pode ter sido motivada por uma necessidade econômica, pois elas poderiam ser vendidas para uma clientela mais rica. Essas naturezas-mortas geralmente são exibições bastante elaboradas e mostram a influência de Jan Davidsz. de Heem.

## Links Externos
- Bergström, Ingvar, "Dutch Still Life Painting in the Seventeenth Century", New York: T. Yoseloff, 1956.
- Vermeer and The Delft School, catálogo do Metropolitan Museum of Art, com material de Abraham van Beijeren